# Волдынский сельсовет
Волдынский сельсовет — упразднённая административно-территориальная единица, существовавшая на территории Московской губернии и Московской области до 1954 года.
Волдынский сельсовет был образован в первые годы советской власти. По данным 1918 года он входил в состав Дмитровской волости Дмитровского уезда Московской губернии.
В 1923 году к Волдынскому с/с был присоединён Ревякинский с/с.
По данным 1926 года в состав сельсовета входили село Волдынское, деревни Микишкино и Ревякино, Волдынский совхоз и лесная сторожка.
В 1929 году Волдынский с/с был отнесён к Дмитровскому району Московского округа Московской области. При этом к нему был присоединён Настасьинский с/с.
13 мая 1935 года в Волдынский с/с из Марининского с/с Коммунистического района было передано селение Муравьёво.
17 июля 1939 года к Волдынскому с/с был присоединён Марининский с/с (селения Маринино и Высоково).
28 декабря 1951 года из Волдынского с/с в Сысоевский с/с были переданы селения Высоково, Маринино и Муравьёво, а из Сысоевского в Волдынский — Кончинино, Малые Дубровки и Спиридово.
14 июня 1954 года Волдынский с/с был упразднён. При этом его территория была объединена с Сысоевским с/с в новый Настасьинский с/с.